# 차펑역
차펑역(중국어: 茶棚站, 건설 당시 위취안 교야 공원역(중국어: 玉泉郊野公园站)이라 부름)은 중국 베이징시 하이뎬구 쓰지칭 지구의 위취안 교야 공원 내 차펑로 핑자오다오커우 앞에 위치한다. 이 역은 2017년 12월 30일 베이징 지하철 시자오선 개통과 함께 개장하였다.

## 위치
차펑역은 차펑로 동쪽, 서북4환로 외곽에 위치한다. 역은 위취안 교야 공원(玉泉郊野公园) 중앙에 위치하고 있으며 이 노선은 공원을 통과하는 노선으로 시자오선에서 이러한 형태를 갖춘 유일한 역이다.

## 역 구조
차펑역은 2면 2선 상대식 승강장의 구조로 설계된 지상역이다.

### 층별 구조
| 지면 | 상대식 승강장, 오른쪽 출입문이 열림 | 상대식 승강장, 오른쪽 출입문이 열림 |
| 지면 | ←                                   | ■ 시자오선 샹산 방면 (완안)         |
| 지면 | →                                   | ■ 시자오선 바거우 방면 (이화원서문) |
| 지면 | 상대식 승강장, 오른쪽 출입문이 열림 |                                     |